# Varidnaviria
Varidnaviria é um reino de vírus que inclui todos os vírus de DNA que codificam as principais proteínas do capsídeo que contêm uma dobra vertical de gelatina. As proteínas do capsídeo principal (MCP) se formam em subunidades pseudo-hexaméricas do capsídeo viral, que armazena o ácido desoxirribonucleico (DNA) viral e são perpendiculares ou verticais à superfície do capsídeo. Além disso, os vírus no reino também compartilham muitas outras características, como proteínas menores do capsídeo (mCP) com a dobra vertical de gelatina, uma ATPase que empacota DNA viral no capsídeo e uma DNA polimerase que replica o genoma viral.
A Varidnaviria foi criada em 2019 com base nas características compartilhadas dos vírus no reino. Existem dois grupos de vírus em Varidnaviria : vírus que têm uma dobra vertical de gelatina dupla (DJR) no MCP, atribuído ao reino Bamfordvirae, e vírus que têm uma única dobra vertical de geleia de rolo (SJR) no MCP, atribuído a o reino Helvetiavirae. Acredita-se que a linhagem DJR-MCP seja descendente da linhagem SJR-MCP através de um evento de fusão gênica, e o SJR-MCP mostra uma estreita relação com as nucleoplasminas, apontando para uma possível origem do MCP do reino. A maioria dos vírus de DNA eucarióticos identificados pertence à Varidnaviria.
Os vírus marinhos no reino são altamente abundantes em todo o mundo e são importantes na ecologia marinha. Muitos vírus animais no reino estão associados a doenças, incluindo adenovírus, poxvírus e o vírus da peste suína africana. Os poxvírus têm se destacado na história da medicina, principalmente a varíola, causada pelo vírus Variola, que foi alvo da primeira vacina e que mais tarde se tornou a primeira doença erradicada. O reino também inclui vírus gigantes que são fisicamente maiores e contêm um número muito maior de genes do que os vírus típicos.

## Etimologia
O nome " Varidnaviria " é uma junção de vários vírus de DNA e o sufixo - viria, que é o sufixo usado para reinos de vírus. Os vírus de DNA de fita dupla (dsDNA) no reino são frequentemente chamados de vírus dsDNA sem cauda ou sem cauda para distingui-los dos vírus dsDNA com cauda de Duplodnaviria.

## Características

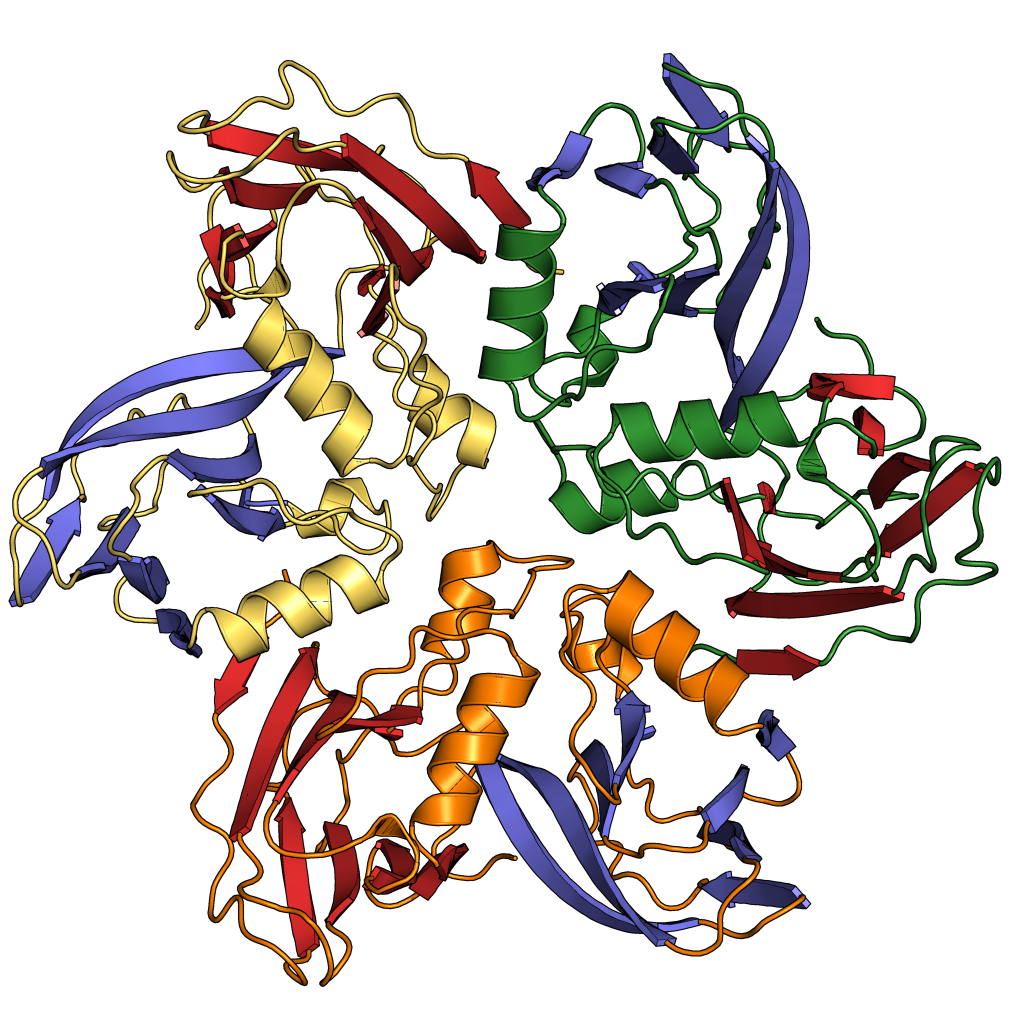
Um trímero pseudo-hexamérico de DJR-MCPs formado em forma hexagonal. As dobras de gelatina de cada MCP são coloridas em vermelho e azul, e as alças e hélices de cada MCP são coloridas de forma diferente para distinguir os três MCPs.

### MCP, mCP e ATPase
A maioria dos vírus em Varidnaviria contém um capsídeo que é feito de proteínas principais do capsídeo que contêm dobras verticais simples (SJR) ou duplas (DJR). As principais proteínas do capsídeo são assim chamadas porque são as proteínas primárias das quais o capsídeo é feito. Uma dobra de gelatina é um tipo de estrutura dobrada em uma proteína na qual oito fitas beta antiparalelas são organizadas em quatro folhas beta antiparalelas em um layout semelhante a um rocambole, também chamado de rocambole. Cada fita beta é uma seqüência específica de aminoácidos, e essas fitas se unem às suas fitas antiparalelas por meio de ligações de hidrogênio. A diferença entre as dobras SJR e DJR é que uma dobra DJR é simplesmente duas dobras SJR em uma única proteína. As dobras verticais são aquelas que são perpendiculares à superfície do capsídeo, em contraste com as dobras horizontais que são paralelas à superfície do capsídeo.
Durante o processo de montagem do capsídeo viral, os MCPs se automontam em estruturas hexagonais, chamadas hexões, contendo várias cópias do MCP. Hexons então se ligam para formar os lados triangulares relativamente planos do capsídeo icosaédrico. Todos os vírus em Varidnaviria que codificam um DJR-MCP que foram analisados em alta resolução também codificam uma proteína do capsídeo menor (mCP) que contém uma dobra SJR. Esses mCPs se reúnem em estruturas pentagonais chamadas pentons que formam os vértices pentagonais do capsídeo icosaédrico.
A maioria dos membros do reino também codifica ATPases de empacotamento do genoma da superfamília FtsK-HerA. As ATPases em Varidnaviria são enzimas que empacotam o DNA viral no capsídeo durante o processo de montagem de vírions.  FtsK é uma família de proteínas que contém uma proteína transmembrana com quatro hélices transmembrana no início da sequência de aminoácidos da proteína e uma ATPase com uma dobra P-loop no final da sequência de aminoácidos da proteína, e a família HerA é homólogo a FtsK. A função exata da ATPase para alguns vírus em Varidnaviria não é clara, uma vez que características morfológicas, como o genoma circular e superenrolado do vírus Pseudoalteromonas PM2, aparentemente proíbem a translocação pela ATPase do DNA de fora do capsídeo para o interior. O subconjunto da superfamília FtsK-HerA encontrado em Varidnaviria é frequentemente chamado de clado A32, em homenagem ao gene A32(R) codificador de ATPase do vírus Vaccinia.

### Outras características
Além da tríade morfogenética central de genes, MCP, mCP e ATPase, algumas outras características são comuns ou únicas em várias linhagens dentro de Varidnaviria, listadas a seguir.
- Muitos membros do reino codificam uma DNA polimerase tipo B, que copia o DNA viral, e muitas vezes componentes adicionais da DNA polimerase, como superfamília 3 helicases, ou proteínas de iniciação de replicação, no caso da família Corticoviridae. Uma exceção é a ordem Halopanivirales,[note 1] cujos membros não codificam nenhuma enzima de replicação reconhecível.[5]
- Muitos vírus DJR-MCP eucarióticos codificam uma protease de maturação do capsídeo que está envolvida na montagem do capsídeo.[5]
- Alguns membros do reino codificam a integrase, uma enzima que integra o genoma viral no genoma do hospedeiro.[5][8]
- A maioria dos membros do reino tem capsídeos em forma de icosaedro, contendo 20 faces triangulares e 12 vértices.
- Em várias linhagens, incluindo ascovírus e poxvírus, a forma icosaédrica ancestral do capsídeo foi perdida e substituída por outras formas, como ovóides e formas semelhantes a tijolos.[5]
- Os poxvírus codificam uma proteína scaffold, que orienta a construção geométrica do capsídeo viral, que também se dobra em pseudo-hexâmeros DJR.[4]
- Alguns vírus têm vértices especiais em seus capsídeos icosaédricos para transportar o genoma para fora do capsídeo e para fazer fábricas de vírus.[6]
- Para certos vírus, o genoma dentro do capsídeo é cercado por uma membrana lipídica.[6][9]
- Quase todos os vírus DJR-MCP reconhecidos codificam uma ATPase da superfamília FtsK-HerA. Os adenovírus são a exceção, codificando sua própria ATPase distinta que tem o mesmo papel que a ATPase FtsK-HerA.[5]
- A família Finnlakeviridae e um grupo provisório chamado grupo Odin, ambos membros propostos de Varidnaviria, não possuem a assinatura da superfamília FtsK-HerA ATPase.[4][10]
- Todos os membros de Varidnaviria, exceto Finnlakeviridae, uma família de membros proposta, possuem genomas de dsDNA. Os vírus em Finnlakeviridae, em vez disso, têm genomas de DNA de fita simples (ssDNA).

## Filogenética
Tem sido sugerido que Varidnaviria antecede o último ancestral comum universal (LUCA) da vida celular e que os vírus no reino estavam presentes no LUCA. Os SJR-MCPs verticais de Halopanivirales, atribuídos ao reino Helvetiavirae, ao contrário das dobras SJR encontradas fora de Varidnaviria, mostram uma relação com um grupo de proteínas que inclui a superfamília Cupin e nucleoplasminas, apontando para uma possível origem da principal proteína do capsídeo de Varidnaviria entre este grupo. A linhagem DJR-MCP, atribuída ao reino Bamfordvirae, posteriormente parece ter surgido por meio de um evento de fusão gênica que fundiu os dois SJR-MCPs em um, indicado pelos dois SJR-MCPs formando uma treliça no capsídeo que estruturalmente se assemelha à estrutura do capsídeo DJR-MCP.  Os vírus Archaeal dsDNA em Portogloboviridae contêm apenas um SJR-MCP vertical, que parece ter sido duplicado para dois para Halopanivirales, então o MCP de Portogloboviridae provavelmente representa um estágio anterior na história evolutiva dos MCPs de Varidnaviria. No entanto, outro cenário foi proposto posteriormente em que os reinos Bamfordvirae e Helvetiavirae se originariam independentemente de elementos genéticos móveis como plasmídeos com a captura de duas proteínas celulares diferentes quando foi detectado que a proteína Bamfordvirae DJR-MCP é homóloga ao DUF bacteriano 2961 proteína, levando a uma revisão do reino Varidnaviria. De acordo com esse cenário, a dobra Bamfordvirae DJR-MCP evoluiu da proteína bacteriana DUF 2961, enquanto a Helvetiavirae SJR-MCP evoluiu da SJR-MCP relacionada à família Portogloboviridae, que por sua vez originou-se da superfamília Cupin e das nucleoplasminas.
Vírus em Bamfordvirae parecem ter cruzado de procariontes para eucariotos no início da história eucariótica, através de infecção por um tectivírus ou vírus semelhante a tectivírus de uma bactéria que se tornou um simbionte bacteriano em um proto-eucarioto. A partir daí, com base na análise filogenética da DNA polimerase viral e outras características, os vírus eucarióticos em Bamfordvirae parecem ter formado uma relação complexa com vários elementos genéticos egoístas, incluindo polintons, um tipo de transposon, porções de DNA que podem se auto-replicam e se integram em outras partes da mesma molécula de DNA, e certos tipos de plasmídeos, que são moléculas de DNA extracromossômicas que se auto-replicam dentro da célula ou organela que ocupam.
É provável que o simbionte bacteriano inicial tenha se tornado mitocôndria, com plasmídeos lineares mitocondriais descendentes de tectivírus remanescentes. Outra linhagem divergente atingiu o núcleo e se recombinou com os transposons, tornando-se polintons, que podem ter sido os primeiros vírus eucarióticos em Bamfordvirae ou relacionados aos primeiros. Polintons então deu origem a várias linhagens por vários mecanismos. Entre essas linhagens estão os vírus de pleno direito, incluindo adenovírus e vírus gigantes, plasmídeos lineares citoplasmáticos, virófagos, que são vírus satélites de vírus gigantes, transpovirons, que são moléculas de DNA semelhantes a plasmídeos lineares encontradas em vírus gigantes e bidnavírus via recombinação genética com um parvovírus, ambos classificados no reino Monodnaviria.
Enquanto a dobra de jelly roll é encontrada em outros reinos, incluindo a família Microviridae em Monodnaviria e vários vírus de RNA de fita simples em Riboviria, a dobra de jelly roll encontrada em Varidnaviria é vertical, ou seja, perpendicular à superfície do capsídeo, ao contrário das dobras de jelly roll em outros reinos, que são horizontais, ou seja, paralelos à superfície do capsídeo. Em geral, os outros reinos de vírus não têm relação aparente com base na descendência comum de Varidnaviria.
Varidnaviria tem dois reinos: Bamfordvirae e Helvetiavirae, o último dos quais é monotípico até o nível de família. Essa taxonomia pode ser visualizada da seguinte forma:
- Reino: Bamfordvirae, que codifica uma proteína do capsídeo principal que contém uma dobra vertical de rolo de gelatina dupla
- Reino: Helvetiavirae, que codifica uma proteína principal do capsídeo que contém uma única dobra vertical de gelatina
  - Filo: Dividoviricota
    - Classe: Laserviricetes
      - Ordem: Halopanivirales

Todos os membros reconhecidos de Varidnaviria pertencem ao Grupo I: vírus dsDNA do sistema de classificação de Baltimore, que agrupa os vírus com base em como eles produzem RNA mensageiro. A família Finnlakeviridae, uma família proposta de Varidnaviria, pertence ao Grupo II: vírus ssDNA e seria o único vírus ssDNA no reino.  A maioria dos vírus de DNA identificados que infectam eucariotos pertence à Varidnaviria, as outras linhagens principais de vírus de DNA eucarióticos são a ordem Herpesvirales, que infecta animais, em Duplodnaviria, e a classe Papovaviricetes, que infecta animais, em Monodnaviria. Os reinos são o nível mais alto de taxonomia usado para vírus e Varidnaviria é um dos quatro, sendo os outros três Duplodnaviria, Monodnaviria e Riboviria.
A família não designada Portogloboviridae é uma família proposta do reino, uma vez que suas proteínas do capsídeo parecem ser homólogas às de vírus em Varidnaviria.
Outro grupo proposto é a classe Naldaviricetes (incluindo Polydnaviridae). Esses vírus abrangem vários genes que estão distantemente relacionados aos genes centrais do Nucleocytoviricota e, portanto, podem ser membros altamente derivados dos vírus DJR-MCP, apesar da ausência do DJR-MCP e da formação de vírions de formato ímpar. A análise filogenética preliminar de vários genes essenciais que são compartilhados por todos esses vírus artrópodes e o Nucleocytoviricota, como PolB, subunidades RNAP, helicase-primase e tiol oxidorredutase, sugeriu que esse grupo de vírus pode ser um ramo altamente derivado do Nucleocytoviricota.

## Interações com anfitriões

### Doença
Bacteriófagos em Varidnaviria são potencialmente uma das principais causas de morte entre os procariontes marinhos. Este ponto de vista é baseado em autoliquivírus com ampla gama de hospedeiros, infectando e matando muitas cepas diferentes de várias espécies de bactérias, em contraste com bacteriófagos de cauda, que têm gamas de hospedeiros mais limitadas, bem como no aparentemente grande número de vírus dsDNA marinhos sem cauda.  Os vírus de algas da família Phycodnaviridae desempenham um papel importante no controle de proliferação de algas, bem como, com muitos vírus marinhos em geral, contribuindo para um processo chamado de derivação viral, pelo qual o material orgânico de organismos mortos é "desviado" por vírus para longe de níveis tróficos mais altos e reciclados para consumo por aqueles em níveis tróficos mais baixos.
Os vírus causadores de doenças mais notáveis em Varidnaviria são adenovírus, poxvírus e o vírus da peste suína africana (ASFV). Os adenovírus geralmente causam doenças respiratórias, gastrointestinais e conjuntivais leves, mas ocasionalmente causam doenças mais graves, como cistite hemorrágica, hepatite e meningoencefalite. Os poxvírus infectam muitos animais e geralmente causam sintomas inespecíficos combinados com uma erupção cutânea característica chamada varíola. Os poxvírus notáveis incluem o vírus Variola, que causa a varíola, e o vírus Vaccinia, que é usado como vacina contra a varíola. A ASFV é geralmente assintomática em seus reservatórios naturais, mas causa uma febre hemorrágica letal em suínos domésticos que é uma preocupação para a produção agrícola.

### Endogenização
Muitos vírus em Varidnaviria codificam a enzima integrase, permitindo que integrem seu genoma em seu hospedeiro e se comportem como transposons. Os polintons intimamente relacionados são aparentemente sempre endogenizados em seus hospedeiros. Essa integração do DNA viral no genoma do hospedeiro é uma forma de transferência horizontal de genes entre organismos não relacionados, embora os polintons sejam normalmente transmitidos verticalmente de pai para filho.

#### Imunidade adaptativa
Um exemplo peculiar de endogenização em Varidnaviria são os virófagos, vírus satélites que dependem da infecção por vírus gigantes para se replicar. Os virófagos se replicam sequestrando os aparelhos de replicação de vírus gigantes, suprimindo assim o número de virions de vírus gigantes produzidos, aumentando a probabilidade de sobrevivência do hospedeiro. Alguns virófagos são capazes de se tornarem endogenizados, e essa endogenização pode ser considerada uma forma de imunidade adaptativa do hospedeiro contra a infecção por vírus gigantes.

## História
Doenças causadas por poxvírus são conhecidas por grande parte da história registrada. A varíola, em particular, tem sido altamente proeminente na medicina moderna; a primeira vacina a ser inventada visava a varíola, e a varíola mais tarde se tornaria a primeira doença a ser erradicada. Os adenovírus humanos foram os primeiros vírus DJR-MCP em Varidnaviria a ter seus MCPs analisados, destacando-se por ter dobras de gelatina que eram perpendiculares, e não paralelas, à superfície do capsídeo. Em 1999, a estrutura da MCP do vírus Pseudomonas PRD1 foi resolvida, mostrando que a linhagem DJR-MCP incluía vírus procarióticos. Haloarcula hispanica virus SH1 mais tarde, em 2003, se tornaria o primeiro vírus SJR-MCP descoberto.
Ao longo do tempo, o uso da metagenômica permitiu a identificação de vírus no ambiente mesmo sem identificação do hospedeiro ou espécimes de laboratório, levando à descoberta de muitos membros adicionais do reino. Pesquisas morfológicas de amostras marinhas sugerem que os vírus dsDNA sem cauda podem ser mais numerosos do que os vírus dsDNA com cauda de Duplodnaviria, que, a partir de 2019, são a maior e mais diversificada linhagem de vírus documentada. Com o aumento do conhecimento dos vírus do reino, a Varidnaviria foi estabelecida em 2019 com base nas características compartilhadas dos vírus no reino.
O estabelecimento de Varidnaviria permitiu que vírus recém-descobertos e relacionados, ainda que divergentes, fossem classificados em taxa superiores. Isso inclui famílias propostas como Finnlakeviridae, que seria a única família no reino com um genoma de DNA de fita simples, Autolykiviridae, que tem uma ampla gama de hospedeiros e que pode desempenhar um papel importante na morte de bactérias marinhas, e o " Odin", que codifica uma proteína que não tem relação conhecida com nenhuma outra proteína no lugar da superfamília FtsK-HerA ATPase. Em 2020, os autoliquivírus foram oficialmente classificados pela primeira vez.